# McDonnell Douglas KC-10 Extender
Макдоннелл-Дуглас KC-10 «Ікстендер» (англ. McDonnell Douglas KC-10 Extender) — американський літак-заправник, створений на базі цивільного авіалайнера McDonnell Douglas DC-10. Використовується Повітряними силами США поряд зі старшими Boeing KC-135 Stratotanker. На озброєнні Королівських повітряних сил Нідерландів є два літаки KDC-10, що являють собою переобладнані DC-10. За своїми характеристиками KC-10 призначений насамперед для взаємодії з тактичною авіацією.